# Мьинджан
Мьинджа́н — город в центральной части Мьянмы, на территории административного округа Мандалай. Административный центр одноимённого района.

## Географическое положение
Город находится в северо-западной части провинции, на левом берегу реки Иравади, на расстоянии приблизительно 197 километров к северо-северо-западу (NNW) от столицы страны Нейпьидо. Абсолютная высота — 66 метров над уровнем моря.

## Население
По данным официальной переписи 1983 года, население составляло 77 060 человек.
Динамика численности населения города по годам:
| 1983   | 1993    | 2013    |
| ------ | ------- | ------- |
| 77 060 | 103 555 | 201 963 |

## Экономика и транспорт
Мьинджан — значимый центр торговли хлопком. На территории города расположены хлопкоочистительная и прядильная фабрики.
Сообщение Мьинджана с другими городами осуществляется посредством железнодорожного и автомобильного транспорта.
Ближайший гражданский аэропорт расположен в городе Пакхоуку.